# Senecio anteuphorbium
Espèce
Classification phylogénétique
Synonymes
- Kleinia anteuphorbium (L.) Haw.
- Cacalia anteuphorbium L.

Senecio anteuphorbium est une espèce de plante à fleurs de la famille des Asteraceae.
C'est une plante vivace. Elle se présente sous forme d'un petit arbuste au port érigé aux tiges succulentes aux petites fleurs blanches.
Elle ne supporte pas le gel. Son suc est irritant.
La plante est consommée par les chameaux.